# Eurhynchium asperipes
Eurhynchium asperipes är en bladmossart som beskrevs av Hugh Neville Dixon 1927. Eurhynchium asperipes ingår i släktet sprötmossor, och familjen Brachytheciaceae. Inga underarter finns listade i Catalogue of Life.